# Mala Fama, Buena Vidha
Mala Fama, Buena Vidha – drugi studyjny album  płyta rapera Alan Tameza (Dharius) wydana w 2018 roku, nakładem Sony Music.

## Lista utworów
1. "Mala Fama, Buena Vidha"
2. "Te Gustan Los Malos"
3. "Mala Vibra"
4. "Hey Morra"
5. "Es El Pinche Dharius"
6. "La Durango"
7. "Me Voy A Poner Bien Loco"
8. "Allá Por Cd. Juarez"
9. "Ando Bien Amanecido"
10. "Un Camión Lleno de Puras de Esas"
11. "De Party Sin Ti"
12. "Perro Loco"